# Horizontal
| 전문가 평가                   | 전문가 평가 |
| 평가 점수                     | 평가 점수   |
| 출처                          | 점수        |
| ----------------------------- | ----------- |
| AllMusic                      | [ 2 ]       |
| The Rolling Stone Album Guide | [ 3 ]       |

《Horizontal》은 영국의 팝 그룹 비지스의 네 번째 스튜디오 음반이자, 국제적으로 발매된 두 번째 음반이다. 이 음반은 1968년 초에 발매되었고, 국제적인 히트 싱글 〈Massachusetts〉와 〈World〉를 포함했다. 2007년 2월 5일, 리프리즈 레코드는 싱글 디스크와 보너스 디스크에 스테레오와 모노 믹스를 모두 포함하여 《Horizontal》 음반을 재발매했다. 이 음반은 많은 나라에서 폴리도르 레코드에서 발매되었고, 미국과 캐나다에서만 앳코 레코드에서 발매되었다. 〈And the Sun Will Shine〉(〈Really and Sincerely〉 후원)은 프랑스에서만 싱글로 발매되었다. 음반에 표시된 영향력은 비틀즈에서 바로크 팝에 이르기까지 다양하다.

## 배경
1967년 7월경 깁 형제는 다음 달 싱글로 발매된 《Bee Gees' 1st》의 조니 영의 커버 버전인 〈Craise Finton Kirk Royal Academy of Arts〉에서 백업 보컬을 불렀다. 1967년 7월, 깁 형제는 오스카의 커버 버전인 〈Holiday〉에서 빌 셰퍼드의 관현악 편곡과 함께 백업 보컬을 불렀다. 7월이나 8월경 배리와 로빈은 애덤 페이스가 녹음한 〈Cowman, Milk Your Cow〉를 작곡했고, 기타는 깁 형제, 기타는 러스 발라드와 피트 솔트(한 정보원은 후자가 사실 플리트우드 맥의 피터 그린이라고 암시하지만), 베이스는 밀트 로건, 드럼은 밥 헨릿이 맡았다.

## 발매
이 음반의 발매는 코펜하겐, 스톡홀름, 예테보리에서의 콘서트와 함께 스칸디나비아 투어에 이어졌다. 이 그룹이 영국으로 돌아왔을 때, 그들은 런던의 노섬벌랜드 애비뉴에 있는 플레이하우스 극장에서 빌 셰퍼드의 지휘 아래 19명으로 구성된 오케스트라와 함께 세 번째 BBC 세션을 녹음했다.

## 곡 목록
모든 곡들은 배리 깁, 로빈 깁 그리고 모리스 깁에 의해 작사/작곡하였다.
| #  | 제목                        | 리드 보컬  | 재생 시간 |
| -- | --------------------------- | ---------- | --------- |
| 1. | 〈World〉                   | 배리, 로빈 | 3:20      |
| 2. | 〈And the Sun Will Shine〉  | 로빈       | 3:26      |
| 3. | 〈Lemons Never Forget〉     | 배리       | 2:59      |
| 4. | 〈Really and Sincerely〉    | 로빈       | 3:29      |
| 5. | 〈Birdie Told Me〉          | 배리       | 2:19      |
| 6. | 〈With the Sun in My Eyes〉 | 배리       | 2:34      |

| #  | 제목                            | 리드 보컬          | 재생 시간 |
| -- | ------------------------------- | ------------------ | --------- |
| 1. | 〈Massachusetts〉               | 로빈, 배리, 모리스 | 2:19      |
| 2. | 〈Harry Braff〉                 | 로빈, 배리, 모리스 | 3:13      |
| 3. | 〈Daytime Girl〉                | 로빈, 모리스       | 2:30      |
| 4. | 〈The Earnest of Being George〉 | 배리               | 2:37      |
| 5. | 〈The Change Is Made〉          | 배리               | 3:29      |
| 6. | 〈Horizontal〉                  | 배리, 로빈         | 3:30      |